# Zeyern (Adelsgeschlecht)

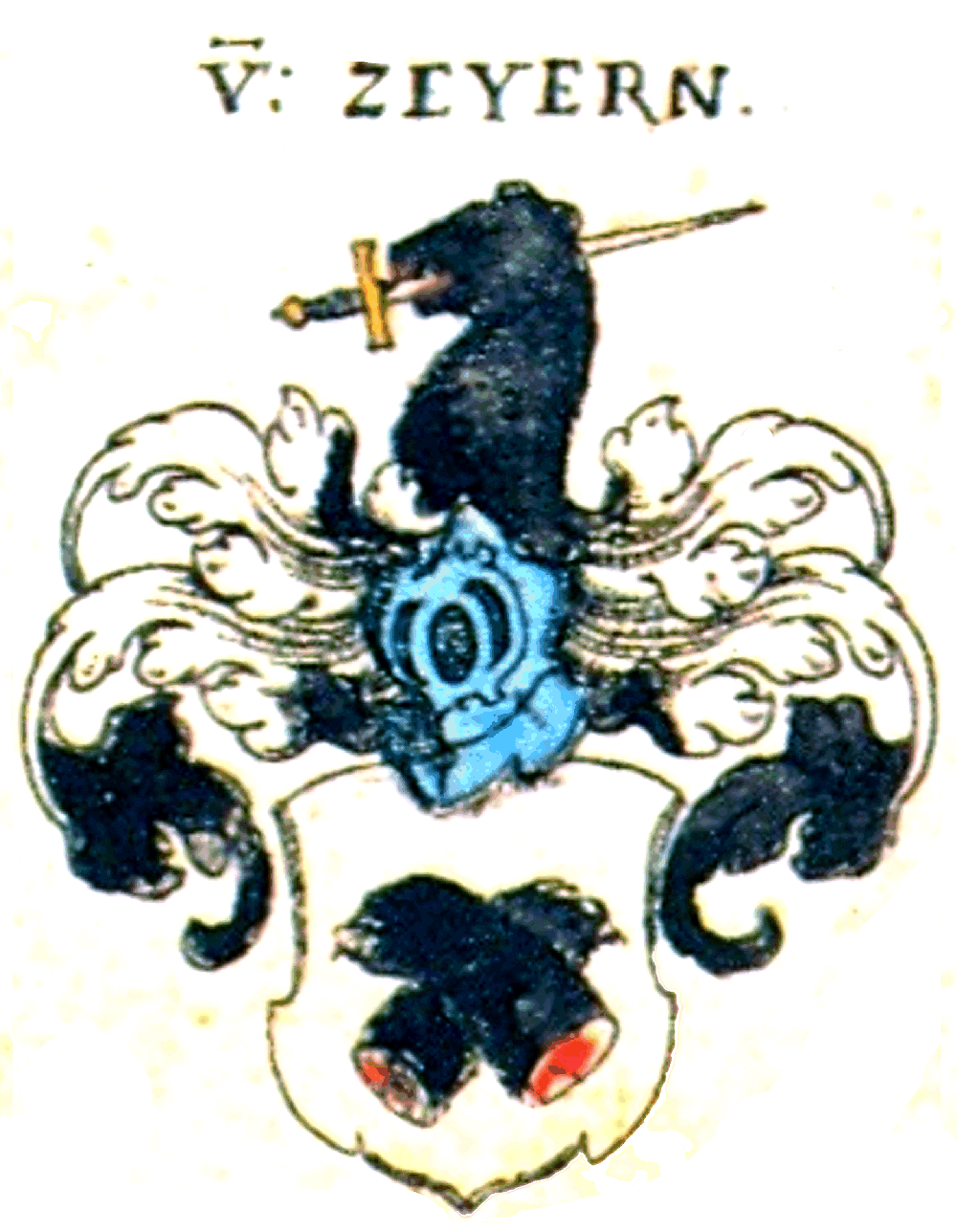
Wappen in Johann Siebmachers Wappenbuch, 1605

Die Familie von Zeyern war ein fränkisches Adelsgeschlecht.

## Geschichte
Namensgebender Stammsitz ist Zeyern, heute eingemeindet nach Marktrodach. Die Familie wurde um 1260 erstmals urkundlich erwähnt und starb 1610 mit Christoph von Zeyern zu Friesen vor Ort aus. Die Familie stiftete das Bürgerspital von Kronach. Sie befand sich im Gefolge der Fürstbischöfe in Bamberg und wird mit der Ortsgründung auf Betreiben von Eberhard II. von Otelingen in Verbindung gebracht. Als Teil der reichsfreien fränkischen Ritterschaft war sie im Kanton Gebürg organisiert.

## Wappen
Das Wappen zeigt zwei gekreuzte abgeschnittene Bärentatzen. Die Bärentatzen auf Silber sind schwarz mit rotem Stumpf. Die Helmdecken sind silber und schwarz. Die Helmzier zeigt den Rumpf eines Bären in schwarz, dem ein Schwert durch das Maul gestoßen ist, welches zum Hinterkopf wieder austritt. Andere Darstellungen zeigen das Schwert durch den Hals gestoßen. Es sind verschiedene Farbvarianten bekannt. Das ehemalige Gemeindewappen von Zeyern (1929) sowie andere Gemeindewappen erinnern an diese Familie.

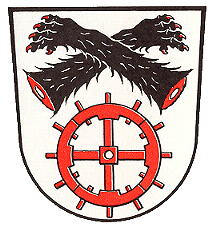
Wappen von Friesen
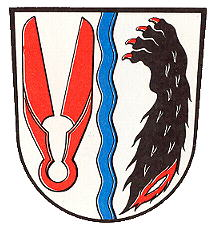
Wappen von Hesselbach
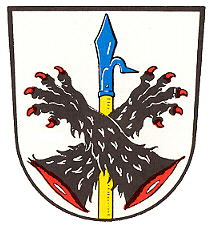
Wappen von Zeyern